# Klášter Pontigny
Klášter Pontigny (francouzsky Abbaye de Pontigny) je francouzský klášter v obci Pontigny v burgundském departementu Yonne, severovýchodně od města Auxerre. Během svého působení se stal mateřským klášterem pro 43 nově založených klášterů tehdejší Evropy. V současnosti je sídlem územní prelatury Mission de France.
Byl založen jako cisterciácká fundace roku 1114 a je druhým dceřiným klášterem Citeaux. V letech 1165-1166 se zde v exilu ukrýval Tomáš Becket a byla zde pohřbena francouzská královna Adéla a svatý Edmund, díky jehož ostatkům se opatství stalo významným poutním místem. Po roce 1285 podél klášterních zdí začaly vznikat dřevěné budovy laiků.
Během francouzské revoluce byl klášter zrušen a cisterciáci vyhnáni, přilehlá ves získala statut obce. Došlo k devastaci klášterních budov a úplnému zmaru zabránil stále živý kult sv. Edmunda. K novému rozkvětu došlo ve 20. století.

## Historie
V románském Francouzském království zde bylo jedno z četných kulturních středisek. Cisterciáci byli od počátku podporováni církevní hierarchií a papežem. Cisterciácké kláštery byly zakládány mimo města. V Pontigny se nachází druhá ze čtyř „dcer“ kláštera Cîteaux, jedna z nejvýznamnějších pamětihodností svého slohového i historického období. Klášter Pontigny byl založen roku 1114 v biskupství Auxerre na bažinatých březích řeky Serein. Klášter byl založen dvanácti mnichy vedenými opatem Hugem z Mâconu.
Burgundské architektuře (byť i ne v celém Burgundsku) vtiskl osobitý ráz sv. Bernard z Clairvaux, zakladatel cisterciáckého řádu. Politicky a hospodářsky nezávislý řád kultivoval nehostinnou krajinu a získal velké pozemkové vlastnictví. Cisterciáci (i benediktini) poprvé ve středověku zaváděli rozsáhlejší výrobu. Ve 12.-13. století zde bylo 16 řádových sester. V dobách rozkvětu bylo v Pontigny velké množství mnichů, a to patrně bylo důvodem vzniku kaplí.
Opatství Pontigny bylo známé tím, že ve středověku poskytovalo útočiště pronásledovaným duchovním z Anglie – azyl zde nalezli postupně tři canterburští arcibiskupové, z nichž poslední, později svatořečený Edmund Rich († 1242) je v klášterním kostele pochován. Roku 1164 zde na léta nalezl útočiště arcibiskup Tomáš Becket. Pohřbena je zde i Adéla ze Champagne, třetí manželka krále Ludvíka VII. a matka krále Filipa II. Augusta. V době schizmatu Pontigny podporovalo papeže Urbana VI. - na rozdíl od ostatních francouzských cisterciáckých klášterů podporujících vzdoropapeže Klementa VII. Ke konci 16. století mělo opatství jen něco přes 20 řeholníků.

## Architektura
Z reformních regulí a ze stavebních předpisů burgundských cisterciáckých klášterů vycházelo téměř 600 kostelů křesťanského Západu. Chrám je vystavěn v přechodném období románského a gotického slohu. Hlavními znaky této církevní architektury 12. století jsou umírněná výška, potlačení sochařské výzdoby, ekonomické a harmonické prostorové rozvržení, chór bez ochozu a věnce radiálních kaplí. Cisterciáci začali velmi brzy užívat žebrové klenby. Z původních klášterních budov se nezachovalo nic.
Chrám navržený v prostém, nezdobném stylu cisterciáckého řádu už ustupuje od požadavků na jednoduché tvary staveb. Stavba neobyčejně protáhlá do délky působí svými mohutnými rozměry slavnostně. Je bez věže, loď má výrazné proporce. Klášterní kostel je vystavěný z bílého vápence a dnes leží uprostřed polí, má 119 m délky a v transeptu 52 m šířky. Raně gotická podélná loď kostela je z doby kolem roku 1155 a má bohatě profilované svazkové pilíře. Raně gotický chór byl postaven po roce 1185 a má ochoz s věncem kaplí. Zadní část opatského chrámu byla přestavěna koncem 17. století. Stejnou výšku zaklenutí jako u hlavní lodě má i závěr chóru, nižší zastropení má transept. Klenební pole (podélná v příčném směru) jsou tvořena v podélné i příčné lodi – stavebně je to bazilika i v oblasti chóru. Pilířové příložky končí na konzolách. V severním rameni transeptu jsou ještě patrné zazděné vchody do křížové chodby a dormitáře. Přes své odchylky a stavební schválnosti zůstává kostel v Pontigny a jeho světlý interiér, vyzařující klid a vznešenost, místem, jaké si svatý Bernard přál, „domem modlitby“.

## Seznam opatů
- 1114-1136 – Hugo z Mâconu
- 1136-1166 – Guichard z Beajeu
- 1166-1167 – Vilém I.
- 1167-1180 – Guérin
- 1180-1181 – Petr I.
- 1181-1184 – Garmont
- 1184-1192 – Ménard
- 1192-1193 – Jan I.
- 1193-1202 – Gérard
- 1202-1214 – Jan II.
- 1214-1218 – Gautier
- 1218-1230 – Petr II.
- 1230-1254 – Jan III.
- 1254-1260 – Jakub I.
- 1260-1262 – Jan IV.
- 1262-1272 – Renaud
- 1272-1293 – Robert
- 1293-1294 – Štěpán I. Durand
- 1294-1308 – Šimon
- 1308-1321 – Jakub II. z Jaucourt
- 1321-1339 – Tomáš I.
- 1339-1340 – Jan V.
- 1340-1345 – Vilém II.
- 1345-1349 – Jan VI. z Rougemontu
- 1349-135? – Raymond
- 135?-1359 – Mikuláš I.
- 1359-1370 – Jan VII.
- 1370-1400 – Petr III. z Juilly
- 1400-1401 – Jan XI. z Flogny
- 1401-1413 – Jan X. z La Paix
- 1413-1414 – Jindřich
- 1414-1421 – Jan XI. z Bienville
- 1421-1453 – Štěpán II.
- 1453-1462 – Hugo z Autunu
- 1462-1474 – Tomáš II. z Lignonu
- 1474-1479 – Petr IV. z Laffinu
- 1479-14?? – Jan XII. z Laffinu
- 14??-14?? – Petr V. z Laffinu
- 14??-1517 – Jakub III. z Viry
- 1517-1525 – Ludvík I. z Ferrière a Maligny
- 1525-1547 – Jakub IV. z Jaucourt
- 1547-1559 – Jan XIII. z Bellay
- 1559-1562 – Hippolyt z Este
- 1562-1586 – Ludvík z Estee
- 1586-1588 – Jan XIV. z Victrian
- 1588-1613 – Claude z Boucherat a Saint-Sorlin
- 1613-1643 – Karel z Boucherat a Saint-Sorlin
- 1643-1650 – Matěj z Mesgrigny
- 1650-1651 – místo neobsazeno
- 1651-1672 – Ludvík III. Martel
- 1672-1687 – Jakub V. Le Bourgeois a La Varande
- 1687-1708 – Oronce Finé z Brianville
- 1708-1719 – Josef Carron
- 1719-1742 – Petr V. Calvairac
- 1742-1764 – Jakub VI. Gabriel Grillot
- 1764-1788 – Mikuláš II. Chanlatte
- 1788-1790 – Jan XV. Depaguy